# Madeleine Robinson
Madeleine Robinson ( właśc. Madeleine Svoboda; ur. 5 listopada 1917 w Paryżu, zm. 1 sierpnia 2004 w Lozannie) – francuska aktorka filmowa, teatralna i telewizyjna.

## Życiorys
Córka Francuzki i Czecha. Osierocona w wieku 14 lat, musiała pracować, aby utrzymać siebie i dwóch młodszych braci. W ciągu swojej pięćdziesięcioletniej kariery wystąpiła w ponad stu filmach kinowych i telewizyjnych.
Zdobywczyni Pucharu Volpiego dla najlepszej aktorki na 20. MFF w Wenecji za rolę w filmie Na dwa spusty (1959) Claude’a Chabrola. Zasiadała w jury konkursu głównego na 11. MFF w Cannes (1958).

## Wybrana filmografia

### aktorka
- Les possedées (1955)
- Les louves (1957)
- Na dwa spusty (À double tour, 1959)
- Le goût de la violence (1960)
- Diabelskie sztuczki (1962)
- Voir Venise... et crever (1963)
- J'ai épousé une ombre (1982)
- Camille Claudel (1988)
- L'affaire Seznec (1992)